# Broad Oak (Rother)
Broad Oak – osada w Anglii, w hrabstwie East Sussex, w dystrykcie Rother. Leży 42,4 km od miasta Lewes i 78,5 km od Londynu. W 2015 miejscowość liczyła 876 mieszkańców.